# São Francisco do Brejão
São Francisco do Brejão este un oraș în unitatea federativă Maranhão (MA), Brazilia.